# Santa Fe (Arieja)
Santa Fe (en francès Sainte-Foi) és un municipi francès situat al departament de l'Arieja i a la regió d'Occitània.